# Lukavica (ort)
Lukavica är en ort i Bosnien och Hercegovina.   Den ligger i entiteten Republika Srpska, i den centrala delen av landet, i huvudstaden Sarajevo. Lukavica ligger 546 meter över havet och antalet invånare är 1 848.
Terrängen runt Lukavica är varierad.Runt Lukavica är det ganska tätbefolkat, med 72 invånare per kvadratkilometer.. Närmaste större samhälle är Sarajevo, 3,2 km nordväst om Lukavica. 
I omgivningarna runt Lukavica växer i huvudsak lövfällande lövskog.